# 磺胺培林
磺胺培林是一种磺胺类药物，其INN名称是“Sulfaperin”。该药物可用于治疗由细菌感染引发的疾病。该药物在血液中的半衰期尚不明确，在小鼠（经口服）体内的LD50（半致死量）为16000mg/kg。该药物依化学本质可划为氨基苯磺酰胺类物质，因该药物分子含有一个氨基苯磺酰胺结构、同时在苯环上又连有一个氨基。